# Ștefan Vasilache
Ștefan Vasilache (* 9. května 1979, Roman, Neamț) je rumunský atlet, jehož specializací je skok do výšky.
V roce 2001 obsadil na světové letní univerziádě v Pekingu jedenácté místo. Později reprezentoval na halovém ME 2002 ve Vídni, mistrovství Evropy 2002 v Mnichově a na mistrovství světa v Paříži 2003. Na všech třech šampionátech však neprošel sítem kvalifikace.
Největší úspěch své kariéry zaznamenal na halovém MS v Budapešti v roce 2004, kde vybojoval společně s Jaroslavem Bábou a Germaine Masonem z Jamajky bronzovou medaili. Všichni tři zde shodně překonali napoprvé 220 i 225 cm. Na následných výškách však neuspěli a podělili se o bronz. Halovým mistrem světa se stal Švéd Stefan Holm, který překonal 235 cm.
Ve stejném roce neprošel kvalifikací na letních olympijských hrách v Athénách. Jeho osobní rekord v hale i pod otevřeným nebem má hodnotu 230 cm.